# Erika Rosenberg
Erika Rosenberg (* 24. června 1951, Buenos Aires) je argentinská spisovatelka, překladatelka a novinářka. Je známá především jako autorka životopisu Emilie Schindlerové a soudními spory o její dědictví.

## Život a kariéra
Rosenbergová pochází z rodiny německých židů, kteří v roce 1936 uprchli před nacisty do Paraguaye a posléze se usadili v Argentině. Vyrůstala však jako pokřtěná katolička.
Rosenbergová přednášela na Katolické universitě v Buenos Aires a také na místní pobočce Goethe-Institutu. Sepsala životopisy Wilhelma Lehmanna (zakladatele města Rafaela), Ernesta „Che“ Guevary a blahoslavené Marie Restituty Kafkové, mučednice protinacistického odboje. Nejnovější kniha zpracovává život papeže Františka, jejího krajana z Buenos Aires.
Pro argentinské ministerstvo zahraničí se Rosenbergová podílí na přípravě budoucích diplomatů. Od roku 2009 zastupuje Argentinu v mezinárodní radě Rakouské zahraniční služby.

## Přátelství Emilii Schindlerovou
V roce 1990 se Rosenbergová seznámila s Emilií Schindlerovou, která tehdy žila téměř zapomenutá a v ústraní. Spřátelily se a z následných rozhovorů Rosenbergová pořídila více než 70 hodin zvukového záznamu, které použila k napsání knihy V Schindlerově stínu (In Schindlers Schatten. 1997), později přepracované pod názvem Já, Emilie Schindlerová (Ich, Emilie Schindler. 2001). Rosenbergová zařídila, že Schindlerové byl zpětně vyplacen podíl za práva na knihu, která byla předlohou filmu Schindlerův seznam, a také za písemnosti Oskara Schindlera publikované v Německu pod názvem Já, Oskar Schindler (Ich, Oskar Schindler. 2001). Po smrti manžela byla Emilie Schindlerová jeho jedinou zákonnou dědičkou a sama určila za svou dědičku Eriku Rosenbergovou.

## Spory o Schindlerovo dědictví
V roce 1957 Oskar Schindler zanechal svoji ženu v Argentině a odstěhoval se do Německa, kde žil v Hildesheimu se svojí milenkou Annemarie Staehrovou. Po jeho smrti prohlásil německý soud za jeho právoplatnou dědičku Emilii Schindlerovou. Po smrti Oskarovy milenky Annemarie Staehrové (v devadesátých letech 20. století) našel její syn doma na půdě Oskarův kufr, který obsahoval více než sedm tisíc dokumentů a fotografií , včetně tzv. „Schindlerova seznamu“. Dokumenty byly předány německému deníku Stuttgarter Zeitung. Z jeho článků se o nálezu dozvěděla v Argentině Emilie. Soud vyhověl jejímu požadavku na vydání dokumentů do jejích rukou, ale kufr úředníci nezabavili. Byl předán do Izraele do památníku obětí a hrdinů holokaustu Jad Vašem.
V dědickém řízení po smrti Emilie Schindlerové (5. 10. 2001) byla Rosenbergová prohlášena za jednu z jejich dědiček (Schindlerovi byli bezdětní). Tím získala autorská práva také na dokumenty napsané Oskarem Schindlerem, včetně slavného seznamu (byť historikové přiznávají Schindlerovi jen omezený vliv na vytvoření seznamu).
V březnu 2011 vyšla kniha německého novináře Ulricha Sahma o historii Schindlerova seznamu. (Ulrich Sahm byl bývalý dopisovatel deníku Stuttgarter Zeitung a obyvatel Jeruzaléma . Dokumenty nalezené v kufru po Oskaru Schindlerovi do Jad Vašem osobně v roce 1999  předával.) Po přečtení jeho knihy dospěla Erika Rosenbergová k závěru, že dokumenty v Jad Vašem jí byly zcizeny a jsou tam uloženy protiprávně. Napsala žádost o jejich vydání izraelskému vicepremiérovi Elimu Jišajovi i muzeu Jad Vašem. Muzeum holokaustu Jad Vašem ilegálnost získání dokumentů popřelo.
V březnu 2011 se v aukci prodala (za 3 miliony dolarů) neúplná kopie Schindlerova seznamu. Prodávajícím byl starožitník Gary Zimet. Kopii získal od dědiců Jicchaka Sterna, židovského účetního, který za války pracoval u Oskara Schindlera (a seznam osobně přepisoval). I tuto aukci se pokusila Rosenbergová soudně napadnout, avšak neuspěla. Soud rozhodl, že prodej této kopie seznamu vězňů její autorská práva neporušil.
Soud v Izraeli začal dne 15. dubna 2015 projednávat žalobu Eriky Rosenbergové na jeruzalémský památník holokaustu Jad Vašem. Soud její žalobu zamítl s tím, že předměty (kufr a písemnosti) nebyly odcizeny, ale Schindler je dal své milence dobrovolně a tudíž její dědicové měli právo je věnovat muzeu. V prosinci 2017 toto rozhodnutí potvrdil také Izraelský nejvyšší soud ovšem s dodatkem, že neproběhlo řádné dědické řízení, takže o vlastnictví předmětů se mohou přihlásit také Schindlerovy nemanželské děti. Do té doby mají zůstat v muzeu Jad Vašem.